# جول القشاش (حبيل جبر)

تعديل مصدري - تعديل

جول القشاش هي إحدى قرى عزلة حبيل جبر بمديرية حبيل جبر التابعة لمحافظة لحج، بلغ تعداد سكانها 22 نسمة حسب تعداد اليمن لعام 2004.